# DeValls Bluff
DeValls Bluff város az USA Arkansas államában, Prairie megyében, melynek megyeszékhelye is. Lakosainak száma 520 fő (2020. április 1.).

## Népesség
A település népességének változása:
| Lakosok száma | 186  | 619  | 520  |
|               | 1880 | 2010 | 2020 |